# シンガポール植物園

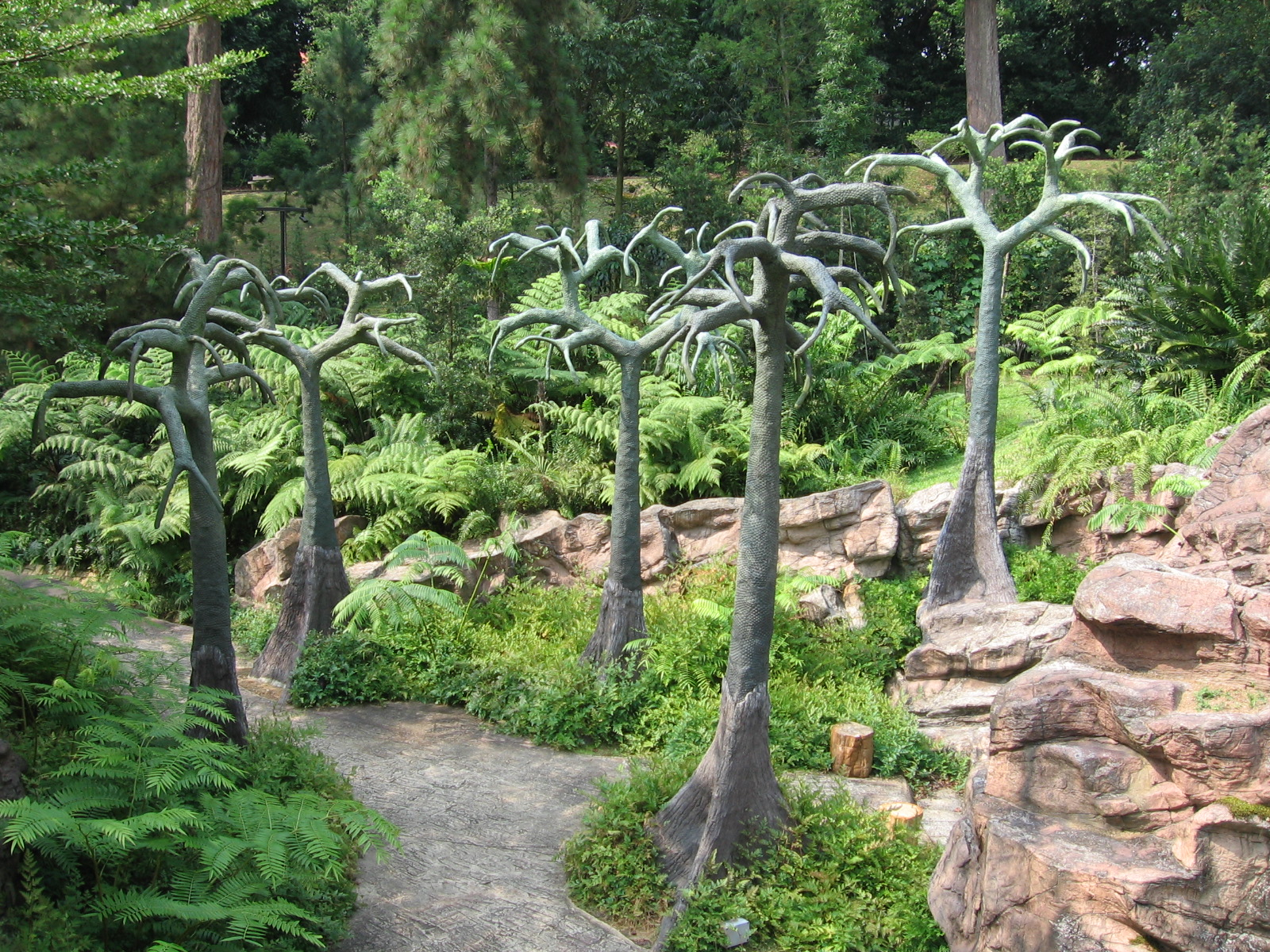
進化園にあるヒカゲノカズラ植物門に属する古代のリンボクのレプリカ（擬木）

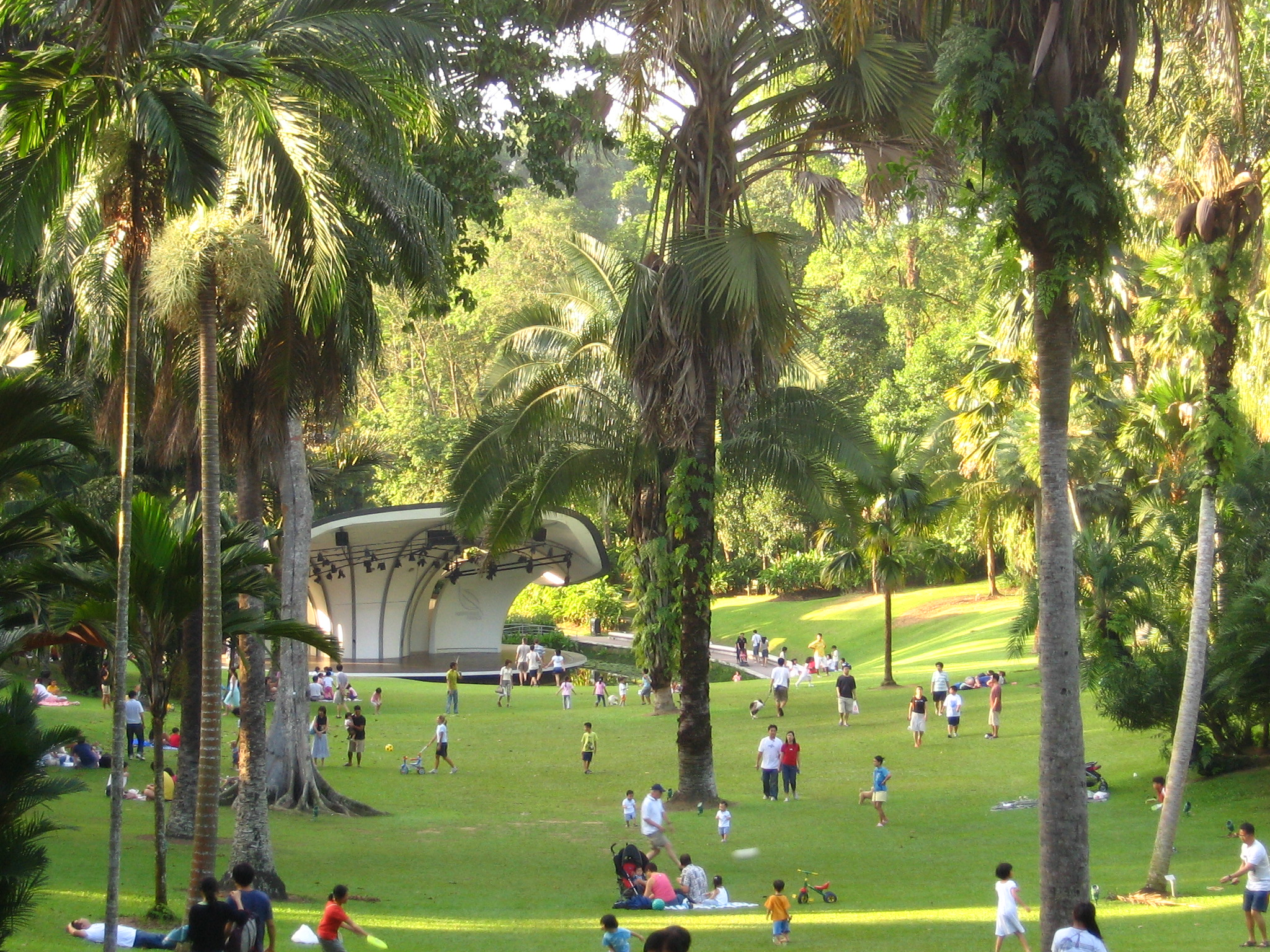
シンフォニー湖付近。
ヤシの木の下の青々とした芝生は、ピクニックや野外コンサートの際の人気スポットである。

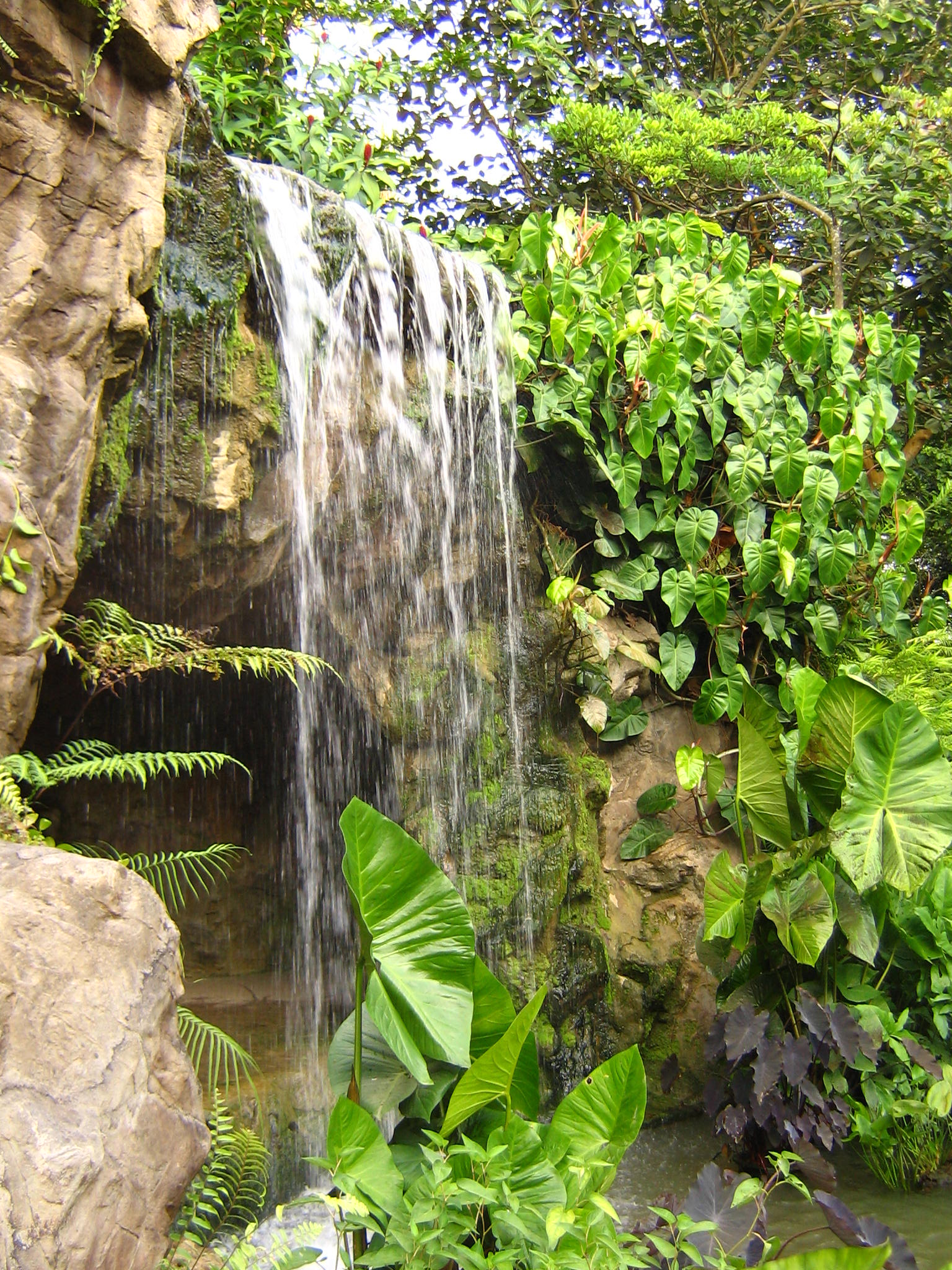
生姜園にある滝

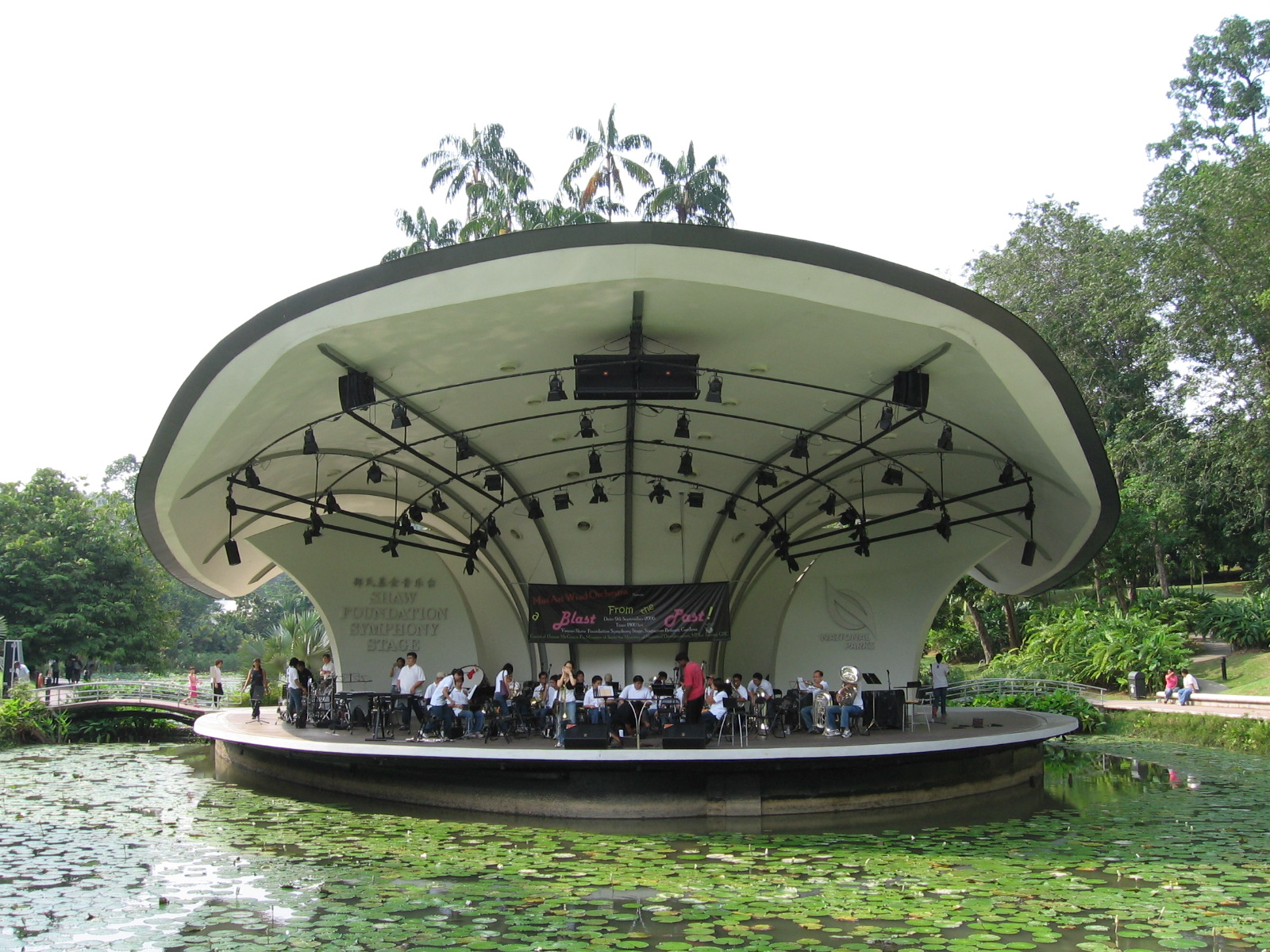
シンフォニー湖にある
演奏ステージ

シンガポール植物園（英語: Singapore Botanic Gardens、中国語: 新加坡植物园、マレー語: Taman Botanik Singapura / Kebun Botani Singapura、日本占領下では昭南植物園）は、シンガポールにある植物園である。英語名のままボタニック・ガーデンと呼ぶこともある。面積82ヘクタールの広さを擁し、ひと回りするには3時間以上かかると言われている。敷地は南北に細長い形をしており、北から順にブキット・ティマ・エリア、中央エリア、タングリン・エリアの3つに区分されている。開園時間は午前5時から夜中の12時までの年中無休で、国立洋ラン園（ナショナル・オーキッド・ガーデン）以外は入場料は必要ない。2015年の第39回世界遺産委員会で世界遺産リストに登録された。初のシンガポールの世界遺産である。

## 歴史
1822年、トマス・スタンフォード・ラッフルズや熱心な植物学者によって最初に「実験植物園」が設立された。この「植物園」の主な目的は果物、野菜、香辛料やその他の素材などを産出する経済的に重要な栽培作物の価値を見極めることで、熱帯植物学と園芸の分野で重要な役割を果たした。特にキュー植物園からの種苗に基づき、東南アジアでのゴムノキのプランテーションの開発と拡散に大きく寄与した。この最初の「実験植物園」は1829年に閉鎖される。
それから30年も経たない1859年に、植民地政府から与えられた32ヘクタールの土地をもとに農業園芸協会が、現在の「シンガポール植物園」を設立し、ローレンス・ニーベン（Laurence Niven）が監督者および景観デザイナーとして雇われた。現在の植物園の配置は、このニーベンがデザインしたものに大方基づいている。
太平洋戦争の日本による占領時（1942年から1945年）は、東北帝国大学の地理・地質学者である田中館秀三によって、シンガポール国立博物館と共に管理が引き継がれた。占領開始時、彼は植物園、博物館どちらでも略奪が起きないように保証し、どちらの施設も自然科学研究施設としての機能を維持し続けた。リチャード・エリック・ホルタム元園長（Richard Eric Holttum）、E・J・H・コーナー博士（Edred John Henry Corner）らは投獄される代わりに植物園に収容されて、園芸の仕事を続けるように指示された。また、植物園は「昭南植物園」と改名させられ、1942年後半には後任として京都帝国大学などで植物学を研究していた郡場寛が赴任し、戦争終結まで植物園園長および博物館館長を兼任した。
戦後、植物園の管理はイギリスに戻り、戦前の植物園園長であるM・R・ヘンダーソン（Murray Ross Henderson）は、ホルタムから管理を受け継いで1949年から1954年まで園長を勤めた。1965年のマレーシア連邦からの独立後も植物園は、シンガポールの緑化、ガーデン・シティなどのキャンペーンに重要な役割を果たしている。

## 施設概況

### 国立洋ラン園（ナショナル・オーキッド・ガーデン）
国立洋ラン園は、植物園の中でも一番の見所であり、約1000の原種、約2000の交配種の洋ラン、約6万株が3ヘクタールの丘に集められている。開園時間は午前8時30分から午後7時までで、入場料は以下のようになっている（チケット販売は午後6時までとなっている）。
- 大人：5SGD
- 学生・60歳以上：1SGD
- 12歳以下の子供：無料

VIPオーキッド・ガーデン: 世界の要人、著名人がここを訪れた際に歓迎の意を込め、ランの新種にその人物の名前を付けており、ダイアナ妃、皇太子徳仁親王妃雅子の花などが展示されている。
クールハウス: ここでは、高地の熱帯林の環境を再現しており、そこでしか見られないラン科の植物、シダ・コケ類、食虫植物などが展示されている。
ミストハウス: 正式名称は「タン・フーン・シアン・ミストハウス」（Tan Hoon Siang Misthouse）と呼ばれる。色彩豊かなさまざまな交配種が収集されており、良い香りのするランの花も少し展示されている。

### 進化園（エボリューション・ガーデン）
9.9ヘクタールの敷地に地球が誕生してからの植物の進化の歴史を辿りながら歩ける散策コースがあり、藻類、シダなどの古代の植物群が見られる。

### 生姜園（ジンジャー・ガーデン）
2003年に正式オープンしたショウガ園（Ginger Garden）には、1ヘクタールの庭園に中南米、東南アジアなどの熱帯地方に分布する1000種以上のショウガ科の植物が集められている。ガーデンハウスには、Haliaというレストランがありショウガを用いた飲み物などが楽しめる。なお、Haliaはマレー語で『生姜』という意味。

### 植物センター（ボタニー・センター）
植物センターには、植物園芸図書館、植物標本室、工作教室などがあり、廊下や散歩道には押し葉標本が飾られている他、地面には所々、木の彫刻が置かれている。また、グリーン・パビリオンには、雑草、芝などの植物で屋根が覆われている家があり、緑の下でビジター・サービス・デスク（案内所）、フードコート（食堂）が利用できる。
植物標本室は1880年に開設され、2022年7月25日時点でシンガポール、マレー半島、ボルネオ、インドネシア、ニューギニア島のほか中国やインドシナ半島で採取された計75万点を所蔵しており、標本はインデックス・ヘルバリオールムで割り当てられたコード SING という形で文献に引用される。

### ジェイコブ・バラスのこども園（ジェイコブ・バラス・チルドレンズ・ガーデン）
ジェイコブ・バラスのこども園の名前は主な寄贈者であるユダヤ系シンガポール人の慈善家ジェイコブ・バラス（Jacob Ballas）から付けられており、彼は2004年に亡くなった。この子ども園はシンガポールのこどもの日である2007年10月1日にオープンし、水遊び場、小グラウンド、滑り台のあるツリーハウス、迷路などがある他、光合成がどのように起こるかを解説した展示や染料、飲み物を作るのに必要な植物が植えてあるミニガーデンもある。開園時間は午前8時から午後7時までで月曜は休園（最終入場は午後6時30分）。

### 三つの湖
この他にも、植物園にはシンフォニー湖、エコ湖、白鳥の湖という3つの湖やガーデン・ショップ、救護所、レストランなどが入居しているビジターセンターがある。シンフォニー湖の演奏ステージでは週末に時折、無料コンサートが開かれており、シンガポール交響楽団、シンガポール・チャイニーズ・オーケストラなどが有名である。2008年10月10日には、シンフォニー湖の南側で作曲家ショパンのモニュメントの除幕式が行われた。

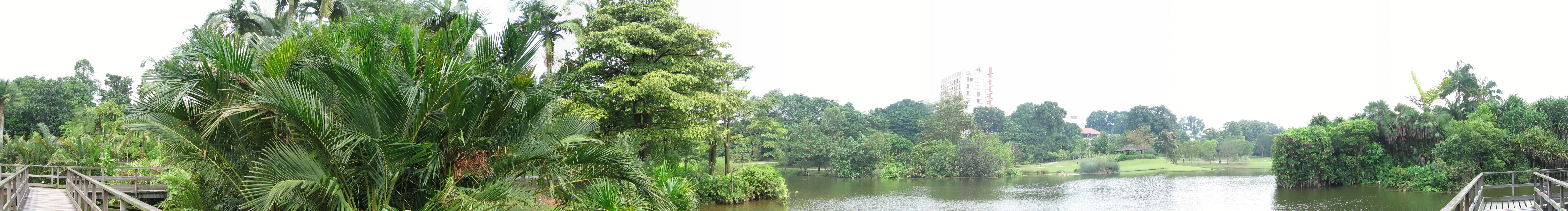
植物園北側のブキット・ティマ・エリアにあるエコ湖

## 世界遺産
2015年に世界遺産リストに登録された。

### 登録基準
この世界遺産は世界遺産登録基準のうち、以下の条件を満たし、登録された（以下の基準は世界遺産センター公表の登録基準からの翻訳、引用である）。
- (2) ある期間を通じてまたはある文化圏において、建築、技術、記念碑的芸術、都市計画、景観デザインの発展に関し、人類の価値の重要な交流を示すもの。
- (4) 人類の歴史上重要な時代を例証する建築様式、建築物群、技術の集積または景観の優れた例。

## ギャラリー

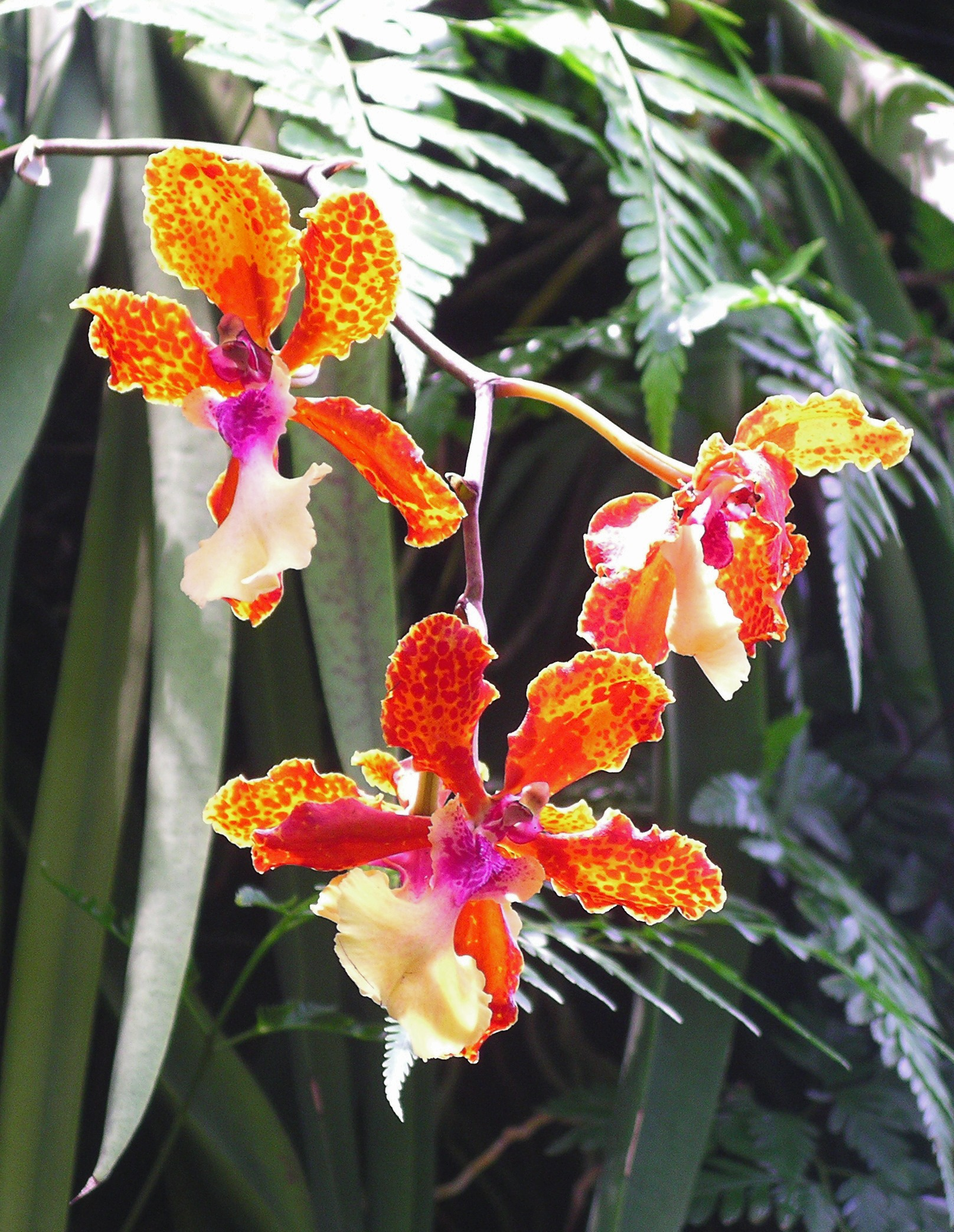
国立洋ラン園のランの花
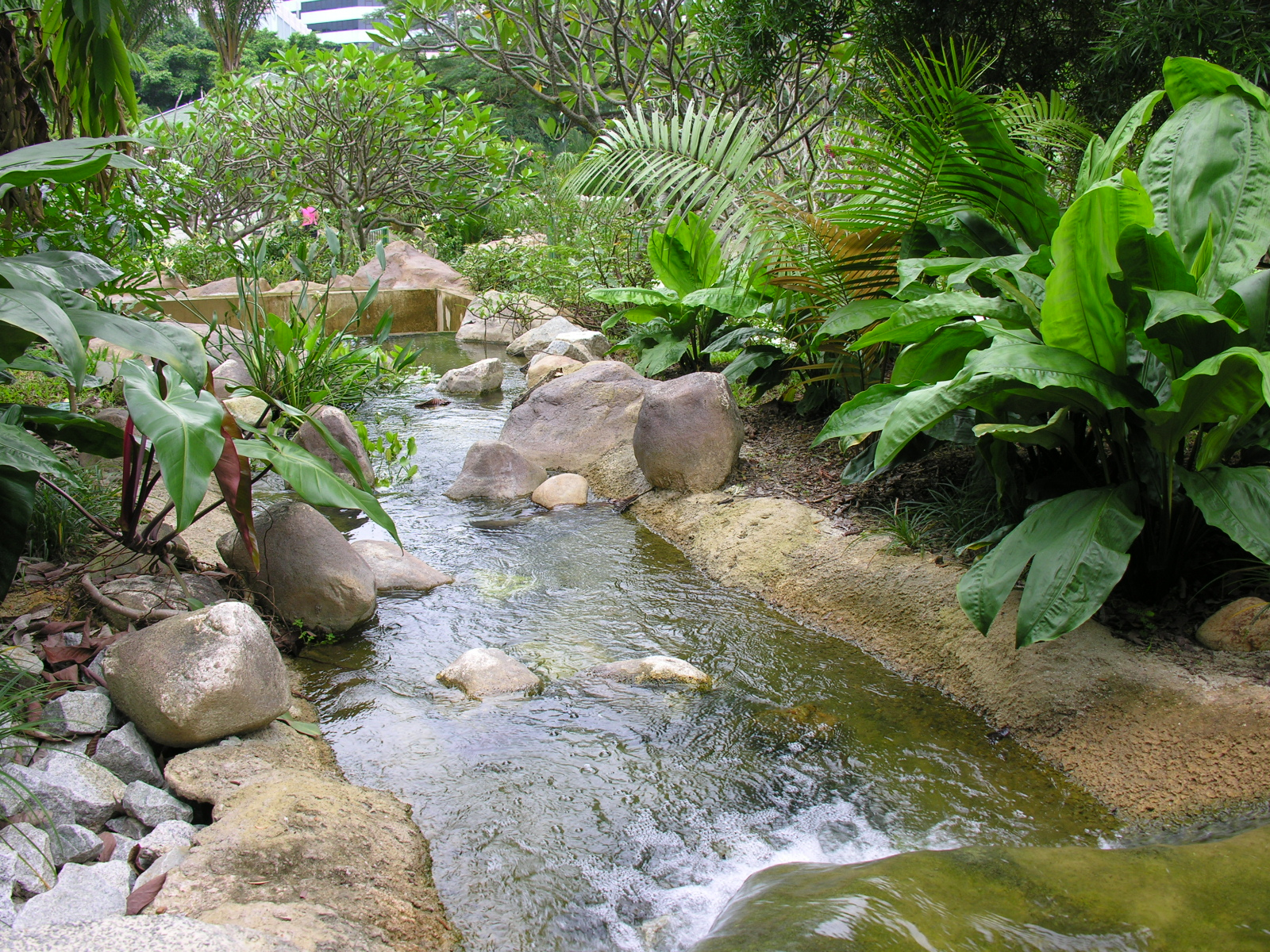
タングリン・エリアに新しくできたスポット サラカ（英語版）・ストリーム（Saraca Stream）
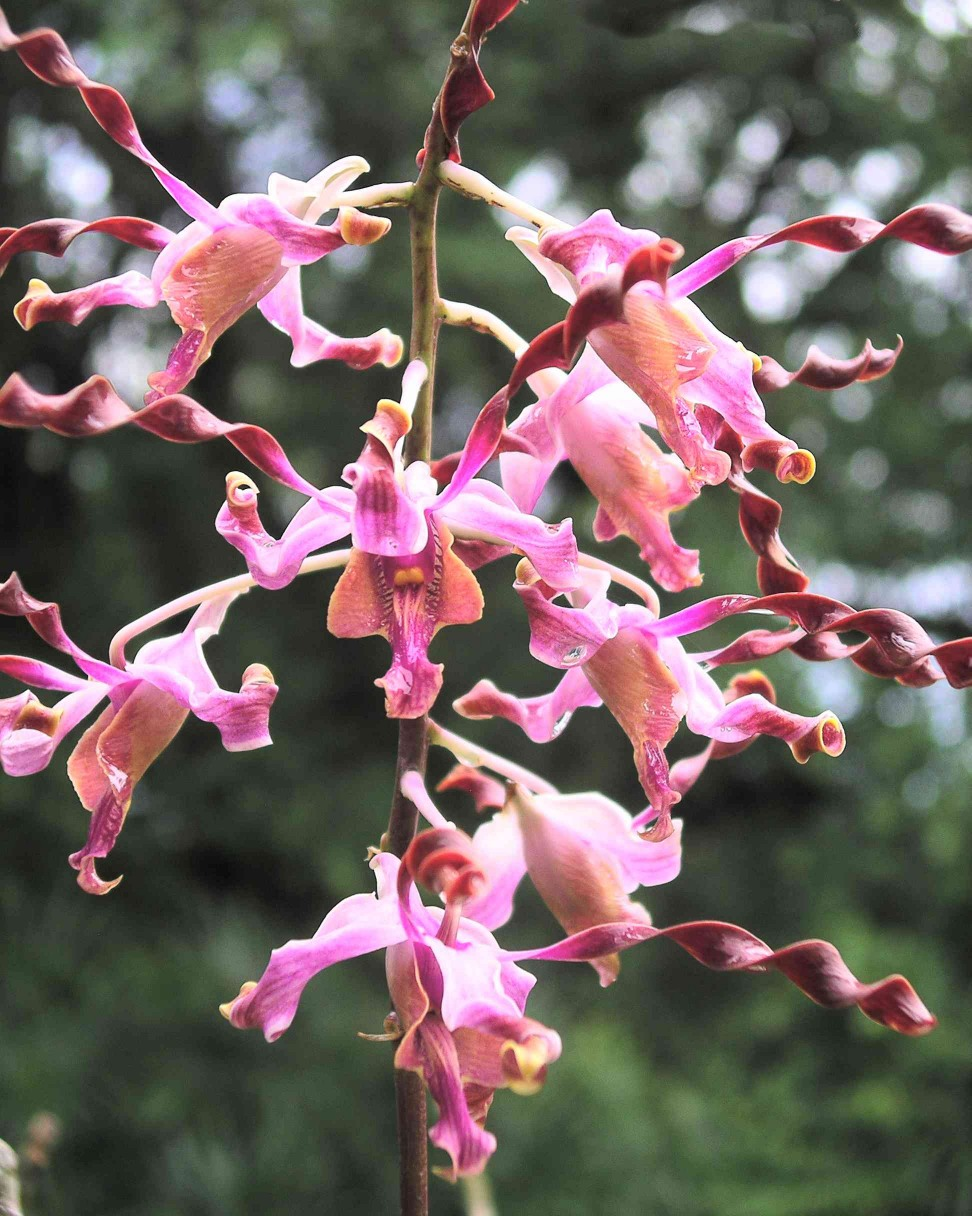
国立洋ラン園のマーガレット・サッチャーの花 デンドロビウム・マーガレット・サッチャー（Dendrobium Margaret Thatcher）
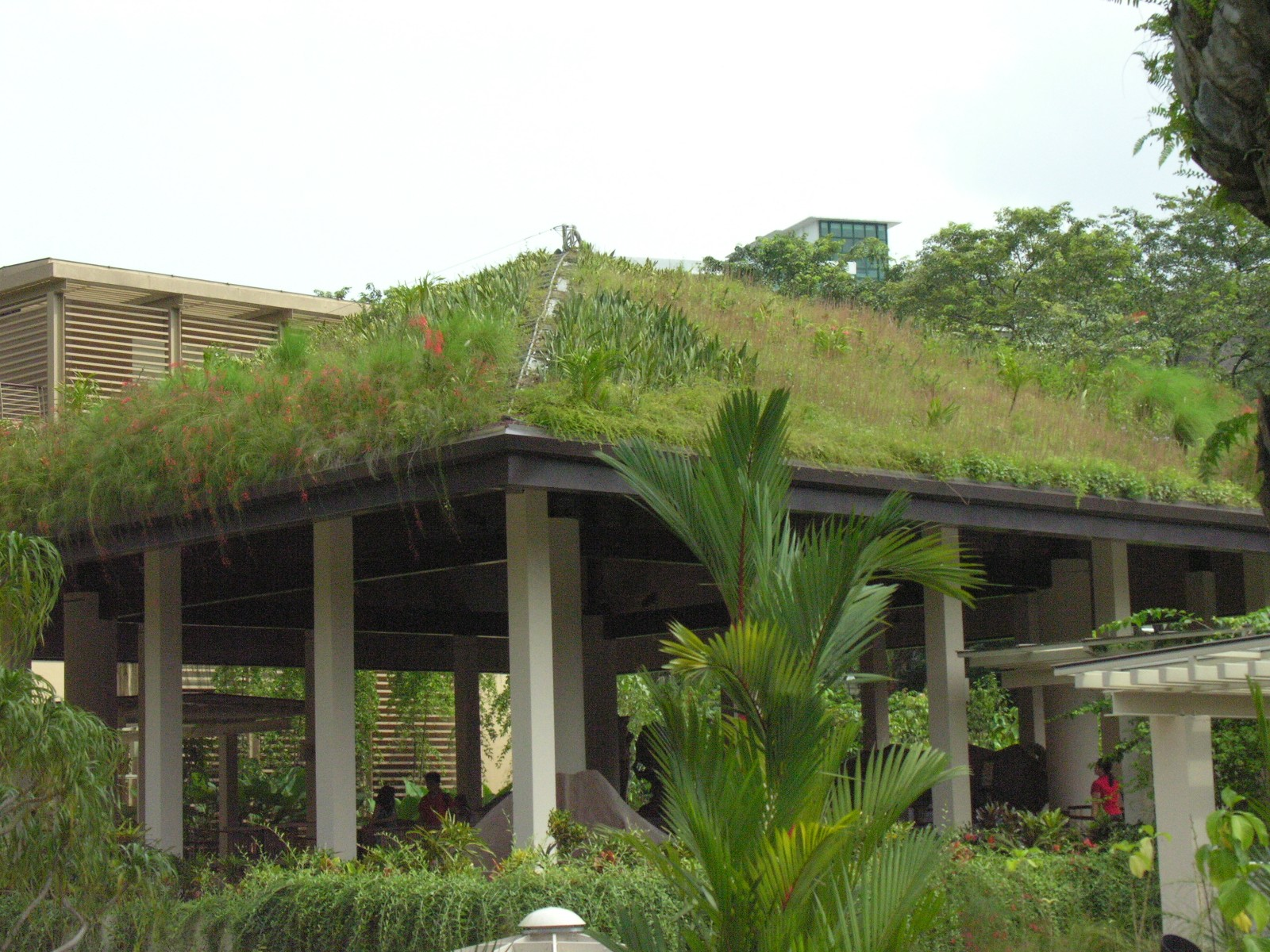
グリーン・パビリオンの緑で覆われた家

## 関連文献
- E・J・H・コーナー（英語版）著 『思い出の昭南博物館─占領下シンガポールと徳川侯』（中公新書、1982年）